# Index Peak
Index Peak är en bergstopp i Antarktis. Den ligger i Västantarktis. Argentina, Chile och Storbritannien gör anspråk på området. Toppen på Index Peak är 1 220 meter över havet, eller 216 meter över den omgivande terrängen. Bredden vid basen är 1,0 km.
Terrängen runt Index Peak är kuperad västerut, men österut är den bergig. Havet är nära Index Peak norrut. Trakten är obefolkad. Det finns inga samhällen i närheten.